# 直木孝次郎
直木 孝次郎（なおき こうじろう、1919年1月30日 - 2019年2月2日）は、日本の歴史学者。大阪市立大学名誉教授。学位は、文学博士（京都大学・論文博士・1969年）。日本古代史研究を代表する研究者。

## 経歴
出生から修学期
1919年、兵庫県神戸市で生まれた。1936年、兵庫県立第一神戸中学校を卒業。1938年、第一高等学校文科乙類へ入学。1941年に第一高等学校を卒業し、 京都帝国大学文学部史学科に進んだ。太平洋戦争の時局悪化に伴い、1943年に京都帝国大学文学部史学科を卒業。卒業後は、海軍土浦海軍航空隊に入隊した。
1945年、終戦により復員。最終的な階級は海軍中尉であった。翌1946年、京都帝国大学特別研究生として研究の道に戻った。
日本古代史研究者として
1950年、大阪市立大学法文学部助手に採用された。1955年 に大阪市立大学文学部助教授となり、1966年に教授昇格。1969年、学位論文『日本古代兵制史の研究』を京都大学に提出して文学博士号を取得。1981年3月、大阪市立大学を退職し、同大学名誉教授となった。
同1981年4月からは岡山大学文学部教授として教鞭をとった。1984年、岡山大学教授を定年退職。相愛大学となった。1987年1月、宮中歌会始の召人を務めた。
1989年、相愛大学人文学部教授を退職し、甲子園短期大学教授となった。1998年、甲子園短期大学教授退職。
2019年2月2日、老衰のため奈良県奈良市の病院で死去。100歳没。

## 受賞・栄典
- 1989年 大阪文化賞[12][4]
- 2000年 第1回和島誠一賞[13][4][注釈 2]
- 2003年 第11回井上靖文化賞[14][4]（選考委員：樋口隆康[4]）

受賞理由「実証に徹した穏健な論文は、弥生時代から奈良時代までにまたがって五百編にも及び、隠された歴史、史実に新たな光をあてた。また、全国の遺跡保存運動にも尽力した」

## 家族・親族
- 東野治之 - 奈良大学名誉教授、直木の娘婿でもある[15]。

## 著書

### 単著
- 『日本古代国家の構造』青木書店 1958年
- 『持統天皇』（人物叢書）吉川弘文館 1960年
  - 新装版 1985年
- 『壬申の乱』（塙選書）塙書房 1961年
  - 増補版 1992年
- 『日本古代の氏族と天皇』塙書房 1964年
- 『古代国家の成立』（日本の歴史2）中央公論社 1965年
  - 中公バックス 1970年
  - 再版 中公バックス 1983年
  - 文庫版 中公文庫 1973年
  - 文庫版 2004年
- 『日本古代兵制史の研究』吉川弘文館 1968年
- 『奈良時代史の諸問題』塙書房 1968年
- 『神話と歴史』吉川弘文館 1971年
  - 吉川弘文館 (歴史文化セレクション) 2006年
- 『奈良 古代史への旅』岩波新書 1971年
- 『倭国の誕生』（日本の歴史1）小学館 1973年
- 『飛鳥奈良時代の研究』塙書房 1975年
- 『古代史の人びと』吉川弘文館 1976年
- 『日本の誕生』（ジュニア日本の歴史1）小学館 1978年
- 『わたしの法隆寺』塙書房 1979年
  - 改訂『新編 わたしの法隆寺』塙新書 1994年
- 『古代史の窓』学生社 1982年
- 『古代日本の争乱』（エコール・ド・ロイヤル古代日本を考える2）学生社 1983年
- 『歴史との出会い 追憶と随想』社会思想社 1984年
- 『法隆寺の里-わたしの斑鳩巡礼』旺文社文庫 1984年
- 『夜の船出-古代史からみた万葉集』塙書房 1985年
- 『古代遺跡見学-奈良・大阪・京都・滋賀』岩波ジュニア新書 1986年
- 『日本古代国家の成立』社会思想社 1987年
- 『古代日本と朝鮮・中国』講談社学術文庫 1988年
- 『日本神話と古代国家』講談社学術文庫 1990年
- 『飛鳥-その光と影』吉川弘文館 1990年
  - 吉川弘文館 (歴史文化セレクション) 2007年
- 『難波宮と難波津の研究』吉川弘文館 1994年
- 『秋篠川のほとりから-奈良歴史散歩』塙新書 1995年
- 『飛鳥奈良時代の考察』高科書店 1996年
- 『日本古代国家の成立』講談社学術文庫 1996年
- 『山川登美子と与謝野晶子』塙書房 1996年
- 『わたしの歴史遍歴-人と書物』吉川弘文館 1999年
- 『万葉集と古代史』（歴史文化ライブラリー）吉川弘文館 2000年
- 『古代河内政権の研究』塙書房 2005年
- 『日本古代の氏族と国家』吉川弘文館 2005年
- 『額田王』（人物叢書）吉川弘文館 2007年
- 『私の歴史散歩 直木孝次郎と奈良・万葉を歩く 秋冬』吉川弘文館 2008年[16]
- 『私の歴史散歩 直木孝次郎と奈良・万葉を歩く 春夏』吉川弘文館 2009年[17]
- 『直木孝次郎 歴史を語り継ぐ』吉川弘文館 2013年[8]
- 『日本古代史と応神天皇』塙書房 2015年
- 『武者小路実篤とその世界』塙書房 2016年

著作集
『直木孝次郎古代を語る』(全14冊) 吉川弘文館 2008年-2009年
1. 古代の日本
2. 邪馬台国と卑弥呼
3. 神話と古事記・日本書紀
4. 伊勢神宮と古代の神々
5. 大和王権と河内王権
6. 古代国家の形成 雄略朝から継体・欽明朝へ
7. 古代の動乱
8. 飛鳥の都
9. 飛鳥寺と法隆寺
10. 古代難波とその周辺
11. 難波宮の歴史と保存
12. 万葉集と歌人たち
13. 奈良の都
14. 古代への道

### 編著
- 『正倉院文書索引』平凡社 1981年
- 『奈良-古代を考える』吉川弘文館 1985年
- 『難波京と古代の大阪』学生社 1985年
- 『王権の争奪-大古墳と剣が語る』（日本古代史4）責任編集集英社 1986年
- 『難波-古代を考える』吉川弘文館 1992年
- 『謎につつまれた邪馬台国-倭人の戦い』（史話日本の古代2）作品社 2003年

### 共著
- 『伊勢神宮』（三一新書・藤谷俊雄と共著） 三一書房 1960年
  - 新日本出版社(新日本新書) 1991年
- 『神話と教育』（新日本新書）新日本出版社 1969年
- 『白鳥になった皇子-古事記』（平凡社名作文庫、直木著・太田大八絵）平凡社 1979年
  - 改題『直木孝次郎が語る「古事記物語」』（かたりべ草子 9）1983年
- 『万葉びとの夢と祈り』（飛鳥-奈良日本歴史展望2、直木・岩本次郎責任編集）旺文社 1981年
- 『古代国家の謎を追う』（田辺昭三と共著）徳間書店 1982年

### 共編著
- 『近代日本をどうみるか 上』中塚明と共編、塙書房(塙新書) 1967年
- 『近代日本をどうみるか 下』中塚明と共編、塙書房(塙新書) 1968年
- 『明日香村史 上巻』明日香村史刊行会 1974年
- 『日本書紀・風土記』（鑑賞日本古典文学 2) 西宮一民・岡田精司と共編 角川書店 1977年
- 『飛鳥と万葉 仏教伝来の波』（日本の美と文化 2）講談社 1983年
- 『続日本紀』1 （東洋文庫457）平凡社 1986年
- 『続日本紀』2（東洋文庫489）平凡社 1988年
- 『続日本紀』3（東洋文庫524）平凡社 1990年
- 『クラと古代王権』小笠原好彦と共編、ミネルヴァ書房 1991年
- 『続日本紀』4（東洋文庫548）平凡社 1992年
- 『飛鳥池遺跡 - 富本銭]と白鳳文化』鈴木重治と共編、ケイ・アイ・メディア 2000年
- 『飛鳥池遺跡と亀形石 - 発掘の成果と遺跡に学ぶ』鈴木重治と共編、ケイ・アイ・メディア 2001年
- 『世界遺産平城宮跡を考える - 考古学・歴史学・地質学・環境論・交通論から』（歴史遺産 3）鈴木重治と共編、ケイ・アイ・メディア 2001年
- 『古代の難波と難波宮-シンポジウム』中尾芳治と共編 学生社 2003年

### 対談
- 『古代史の真実を探究して-戦中・戦後の研究を振り返る』（対話講座なにわ塾叢書66）ブレーンセンター 1997年

## 論文
- <CiNii 直木孝次郎